# Wereldkampioenschappen schaatsen allround 1999
Het wereldkampioenschappen schaatsen allround 1999 werd op 6 en 7 februari 1999 in het Vikingskipet te Hamar gehouden.
Het was het eerste toernooi waar het aantal deelnemers op 24 was vastgesteld. De door de ISU vastgestelde aantal plaatsen werd per continent op de continentale kampioenschappen (het EK Allround, CK Allround Azië en het CK Allround Noord-Amerika) per land ingevuld. Bij de mannen was het aantal startplaatsen voor Europa 14, voor Azië 4 en Noord-Amerika 6 . Bij de vrouwen was het aantal startplaatsen voor Europa 13, voor Azië 5 en voor Noord-Amerika 6.
Titelverdedigers waren de Wereldkampioenen van 1998 in Heerenveen. In Thialf werden de Duitse Gunda Niemann en Nederlander Ids Postma kampioen.
De Duitse Gunda Niemann en Nederlander Rintje Ritsma werden wereldkampioen.

## Vrouwentoernooi
Vierentwintig schaatssters, 13 uit Europa (Duitsland (4), Nederland (4), Oostenrijk (2), Rusland  (2) en Noorwegen  (1), 6 uit Noord-Amerika & Oceanië (Canada (3) en de Verenigde Staten (3), 5 uit Azië (Japan (4) en Kazachstan (1), namen eraan deel. Acht schaatssters debuteerden dit jaar.
Gunda Niemann-Kleemann stond met haar tiende deelname voor de negende keer op het erepodium, ze was daarmee de eerste vrouw die dit bereikte. Ze werd de eerste vrouw die acht maal de wereldtitel (vrouwen allround) veroverde en ze was de eerste vrouw met vijf wereldtitels op rij. En passant reed ze op de 3000m en 5000m een kampioenschapsrecord. Het puntentotaal was een wereldrecord evenals de 5000m tijd. Haar landgenote Claudia Pechstein stond met haar zevende WK Allround deelname voor de vierde opeenvolgende keer op de tweede plaats op het erepodium. Tonny de Jong stond voor de tweede maal op het erepodium, zij werd, evenals in 1997, derde.
Naast Tonny de Jong bestond de Nederlandse afvaardiging uit Annamarie Thomas (4e, goud op de 500m en 1500m), Barbara de Loor (6e, brons op de 3000m en 5000m) en debutante Renate Groenewold (12e).
Emese Hunyady reed dit jaar haar veertiende WK Allroundtoernooi en was daarmee de eerste vrouw die dit aantal bereikte.

## Eindklassement

### Mannen
| Rang   | Schaatser            | Land             | Punten  | 500m       | 5000m        | 1500m         | 10.000m       |
| ------ | -------------------- | ---------------- | ------- | ---------- | ------------ | ------------- | ------------- |
| Goud   | Rintje Ritsma        | Nederland        | 152,651 | 36,51 (4)  | 6.30,38 (6)  | 1.48,69 (2)   | 13.37,47 (4)  |
| Zilver | Vadim Sajutin        | Rusland          | 153,360 | 37,71 (14) | 6.27,50 (1)  | 1.49,32 (4)   | 13.29,21 (2)  |
| Brons  | Eskil Ervik          | Noorwegen        | 154,176 | 37,54 (13) | 6.29,22 (2)  | 1.49,59 (5)   | 13.43,68 (6)  |
| 4      | Roberto Sighel       | Italië           | 154,238 | 37,25 (9)  | 6.30,28 (4)  | 1.50,28 (10)  | 13.44,01 (7)  |
| 5      | Bart Veldkamp        | België           | 154,808 | 38,10 (20) | 6.31,45 (7)  | 1.51,46 (18)  | 13.28,20 (1)  |
| 6      | Ådne Søndrål         | Noorwegen        | 154,809 | 36,43 (3)  | 6.40,53 (18) | 1.47,01 (1)   | 14.13,13 (12) |
| 7      | Martin Hersman       | Nederland        | 155,000 | 36,63 (6)  | 6.39,56 (13) | 1.49,03 (3)   | 14.01,42 (9)  |
| 8      | Christian Breuer     | Duitsland        | 155,034 | 36,29 (1)  | 6.40,74 (19) | 1.49,74 (7)   | 14.01,80 (10) |
| 9      | KC Boutiette         | Verenigde Staten | 155,710 | 36,76 (7)  | 6.39,34 (12) | 1.49,99 (9)   | 14.07,06 (11) |
| 10     | Frank Dittrich       | Duitsland        | 155,926 | 38,73 (23) | 6.30,35 (5)  | 1.52,55 (22)  | 13.32,91 (3)  |
| 11     | Steven Elm           | Canada           | 156,048 | 37,83 (17) | 6.36,56 (9)  | 1.49,91 (8)   | 13.58,52 (8)  |
| 12     | Kjell Storelid       | Noorwegen        | 156,147 | 38,86 (24) | 6.30,05 (3)  | 1.52,19 (21)  | 13.37,73 (5)  |
| NC13   | Kevin Marshall       | Canada           | 113,211 | 36,62 (5)  | 6.40,45 (16) | 1.49,64 (6)   |               |
| NC14   | Takahiro Nozaki      | Japan            | 114,376 | 37,48 (10) | 6.39,63 (14) | 1.50,80 (13)  |               |
| NC15   | Dmitri Sjepel        | Rusland          | 114,458 | 37,77 (15) | 6.37,78 (10) | 1.50,73 (11)  |               |
| NC16   | Keiji Shirahata      | Japan            | 114,508 | 37,51 (11) | 6.40,52 (17) | 1.50,84 (14)  |               |
| NC17   | Marnix ten Kortenaar | Oostenrijk       | 114,674 | 38,17 (21) | 6.35,88 (8)  | 1.50,75 (12)  |               |
| NC18   | Mamoru Ishioka       | Japan            | 114,669 | 37,10 (8)  | 6.42,09 (21) | 1.52,08 (19)  |               |
| NC19   | Dustin Molicki       | Canada           | 115,208 | 38,31 (22) | 6.39,32 (11) | 1.50,90 (15)  |               |
| NC20   | Derek Parra          | Verenigde Staten | 115,209 | 37,51 (11) | 6.46,36 (23) | 1.51,19 (17)  |               |
| NC21   | Dominique Gravel     | Canada           | 115,645 | 38,06 (19) | 6.42,25 (22) | 1.52,08 (19)  |               |
| NC22   | Stefano Donagrandi   | Italië           | 115,751 | 37,95 (18) | 6.40,81 (20) | 1.53,16 (23f) |               |
| NC23   | Hiroyuki Noake       | Japan            | 128,597 | 36,29 (1)  | 6.39,71 (15) | 2.37,01 (24f) |               |
| DQ2    | Maurizio De Monte    | Italië           | 74,843  | 37,80 (16) | 6.47,09 (DQ) | 1.51,13 (16)  |               |

### Vrouwen
| Rang   | Schaatsster              | Land             | Punten     | 500m       | 3000m        | 1500m        | 5000m          |
| ------ | ------------------------ | ---------------- | ---------- | ---------- | ------------ | ------------ | -------------- |
| Goud   | Gunda Niemann-Stirnemann | Duitsland        | 161,479 WR | 40,34 (7)  | 4.02,01 (1)  | 1.57,24 (2)  | 6.57,24 (1) WR |
| Zilver | Claudia Pechstein        | Duitsland        | 162,935    | 40,50 (8)  | 4.04,46 (2)  | 1.57,92 (4)  | 7.03,86 (2)    |
| Brons  | Tonny de Jong            | Nederland        | 163,780    | 39,96 (4)  | 4.08,98 (4)  | 1.58,22 (5)  | 7.09,18 (4)    |
| 4      | Annamarie Thomas         | Nederland        | 164,411    | 39,82 (1)  | 4.11,45 (8)  | 1.56,96 (1)  | 7.16,97 (8)    |
| 5      | Emese Hunyady            | Oostenrijk       | 164,885    | 39,93 (3)  | 4.10,89 (6)  | 1.57,51 (3)  | 7.19,70 (9)    |
| 6      | Barbara de Loor          | Nederland        | 165,043    | 40,79 (13) | 4.08,69 (3)  | 1.59,95 (10) | 7.08,22 (3)    |
| 7      | Maki Tabata              | Japan            | 165,090    | 40,11 (6)  | 4.09,49 (5)  | 1.59,26 (9)  | 7.16,46 (5)    |
| 8      | Varvara Barysjeva        | Rusland          | 165,873    | 39,99 (5)  | 4.12,62 (11) | 1.58,84 (7)  | 7.21,67 (11)   |
| 9      | Jennifer Rodriguez       | Verenigde Staten | 166,022    | 39,86 (2)  | 4.13,10 (14) | 1.59,15 (8)  | 7.22,63 (12)   |
| 10     | Ljoedmila Prokasjeva     | Kazachstan       | 166,333    | 41,06 (16) | 4.12,24 (10) | 1.58,64 (6)  | 7.16,87 (7)    |
| 11     | Anette Tønsberg          | Noorwegen        | 167,536    | 40,75 (11) | 4.12,98 (12) | 2.01,40 (13) | 7.21,57 (10)   |
| 12     | Renate Groenewold        | Nederland        | 167,586    | 41,77 (21) | 4.10,99 (7)  | 2.01,00 (12) | 7.16,52 (6)    |
| NC13   | Cindy Overland           | Canada           | 122,977    | 40,64 (10) | 4.13,03 (13) | 2.00,50 (11) |                |
| NC14   | Daniela Anschütz         | Duitsland        | 123,704    | 40,98 (14) | 4.13,55 (16) | 2.01,40 (13) |                |
| NC15   | Nami Nemoto              | Japan            | 124,066    | 41,55 (19) | 4.11,50 (9)  | 2.01,80 (15) |                |
| NC16   | Eriko Seo                | Japan            | 124,178    | 41,04 (15) | 4.14,19 (17) | 2.02,32 (17) |                |
| NC17   | Chiharu Nozaki           | Japan            | 124,258    | 40,52 (9)  | 4.18,63 (20) | 2.01,90 (16) |                |
| NC18   | Ulrike Adeberg           | Duitsland        | 124,285    | 41,18 (18) | 4.13,47 (15) | 2.02,58 (18) |                |
| NC19   | Kristina Groves          | Canada           | 125,141    | 41,65 (20) | 4.15,59 (18) | 2.02,68 (19) |                |
| NC20   | Emese Dörfler-Antal      | Oostenrijk       | 125,490    | 40,78 (12) | 4.22,68 (22) | 2.02,79 (20) |                |
| NC21   | Catherine Raney          | Verenigde Staten | 126,291    | 42,54 (22) | 4.16,65 (19) | 2.02,93 (21) |                |
| NC22   | Anna Saveljeva           | Rusland          | 126,439    | 41,14 (17) | 4.24,88 (24) | 2.03,46 (22) |                |
| NC23   | Nicole Slot              | Canada           | 128,166    | 42,89 (24) | 4.20,16 (21) | 2.05,75 (24) |                |
| NC24   | Sarah Shapiro            | Verenigde Staten | 128,587    | 42,84 (23) | 4.23,47 (23) | 2.05,51 (23) |                |

* = met val
NC = niet gekwalificeerd
NF = niet gefinisht
NS = niet gestart
DQ = gediskwalificeerd
Vet gezet = kampioenschapsrecord